# Alberto Martín
Alberto Martín Magret (født 20. august 1978 i Barcelona, Spanien) er en spansk tennisspiller, der blev professionel i 1995. Han har igennem sin karriere (pr. september 2008) vundet 3 single- og 3 doubletitler, og hans højeste placering på ATP's verdensrangliste er en 34. plads, som han opnåede i juni 2001.

## Grand Slam
Martíns bedste Grand Slam resultat i singlerækkerne kom ved French Open i 2006. Her nåede han frem til 4. runde, efter blandt andet at have besejret amerikaneren Andy Roddick og Lleyton Hewitt fra Australien.